# Paul Niederberger

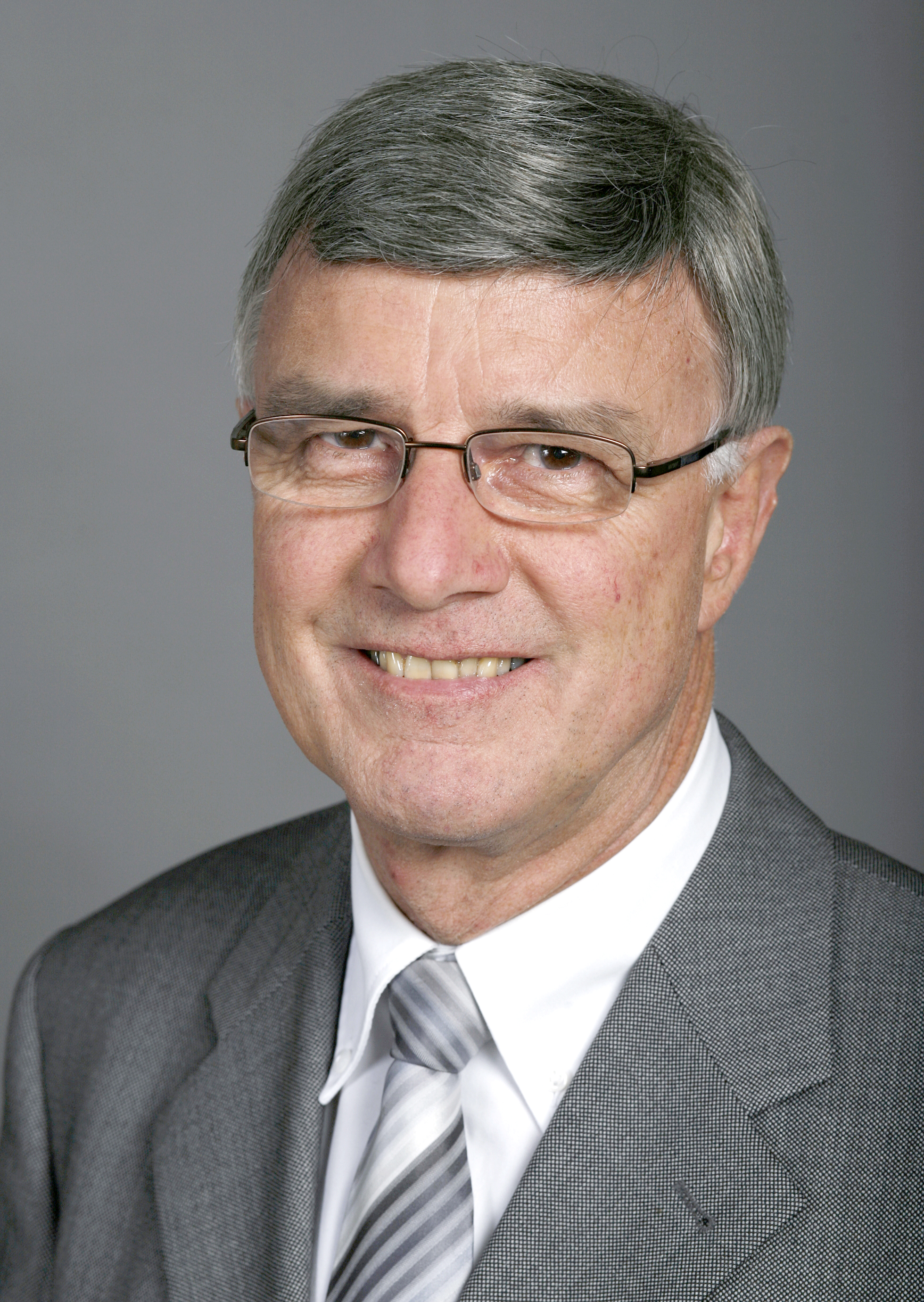
Paul Niederberger (2007)

Paul Niederberger (* 5. Dezember 1948 in Büren; heimatberechtigt in Dallenwil) ist ein Schweizer Politiker (CVP) und ehemaliges Mitglied des Ständerates.

## Leben
Von Juli 1986 bis April 1996 gehörte der diplomierte Experte für Rechnungslegung und Controlling dem Landrat des Kantons Nidwalden an. 1996 wurde er in den Regierungsrat des Kantons Nidwalden gewählt und 2002 und 2006 wiedergewählt. Er amtierte in dieser Zeit als Landesstatthalter, Finanz- und stellvertretender Volkswirtschaftsdirektor. Sein Exekutivamt legte er nach seiner Wahl in den Ständerat 2008 nieder.
Seit dem 3. Dezember 2007 vertrat Niederberger den Kanton Nidwalden im Ständerat. 2011 wurde er wiedergewählt, 2015 trat er nicht mehr an. Im Rahmen seiner parlamentarischen Tätigkeit gehörte Niederberger der Sicherheitspolitischen Kommission, der Staatspolitischen Kommission und der Geschäftsprüfungskommission an. Weiter war er Vizepräsident der Delegation bei der Parlamentarischen Versammlung der OSZE.
Niederberger lebt in Büren, ist verheiratet und Vater von zwei Kindern.